# 小烏爾湖

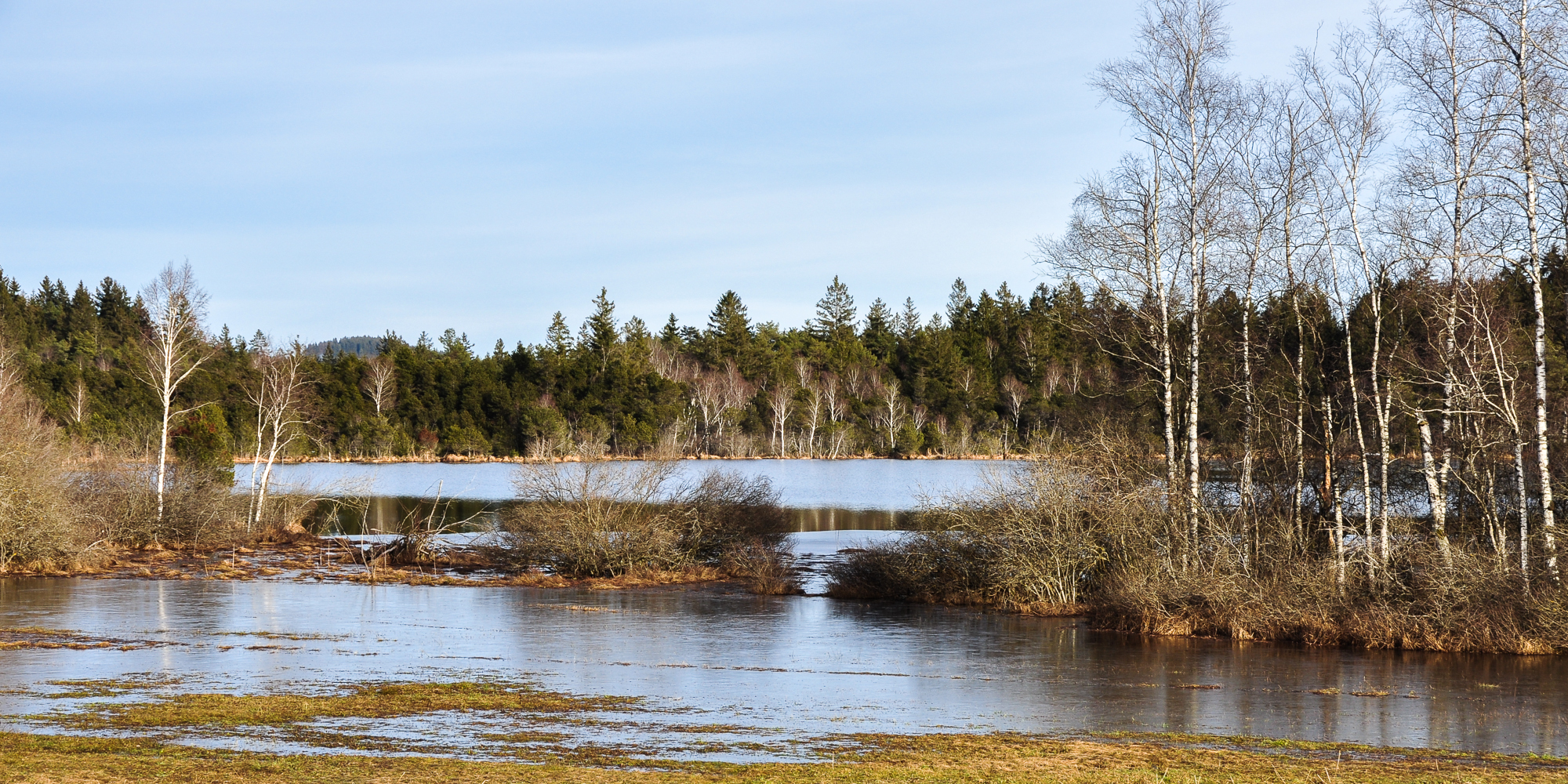

47°45′25″N 10°01′24″E / 47.7569°N 10.0234°E
小烏爾湖（德語：Kleiner Ursee），是德國的湖泊，位於該國西南部，由巴登-符騰堡州負責管轄，處於阿爾高地區伊斯尼，面積0.06平方公里，海拔高度695米，平均水深3.5米，最大水深5.9米，水體容量19.2萬立方米。